# Nuevo cancionero

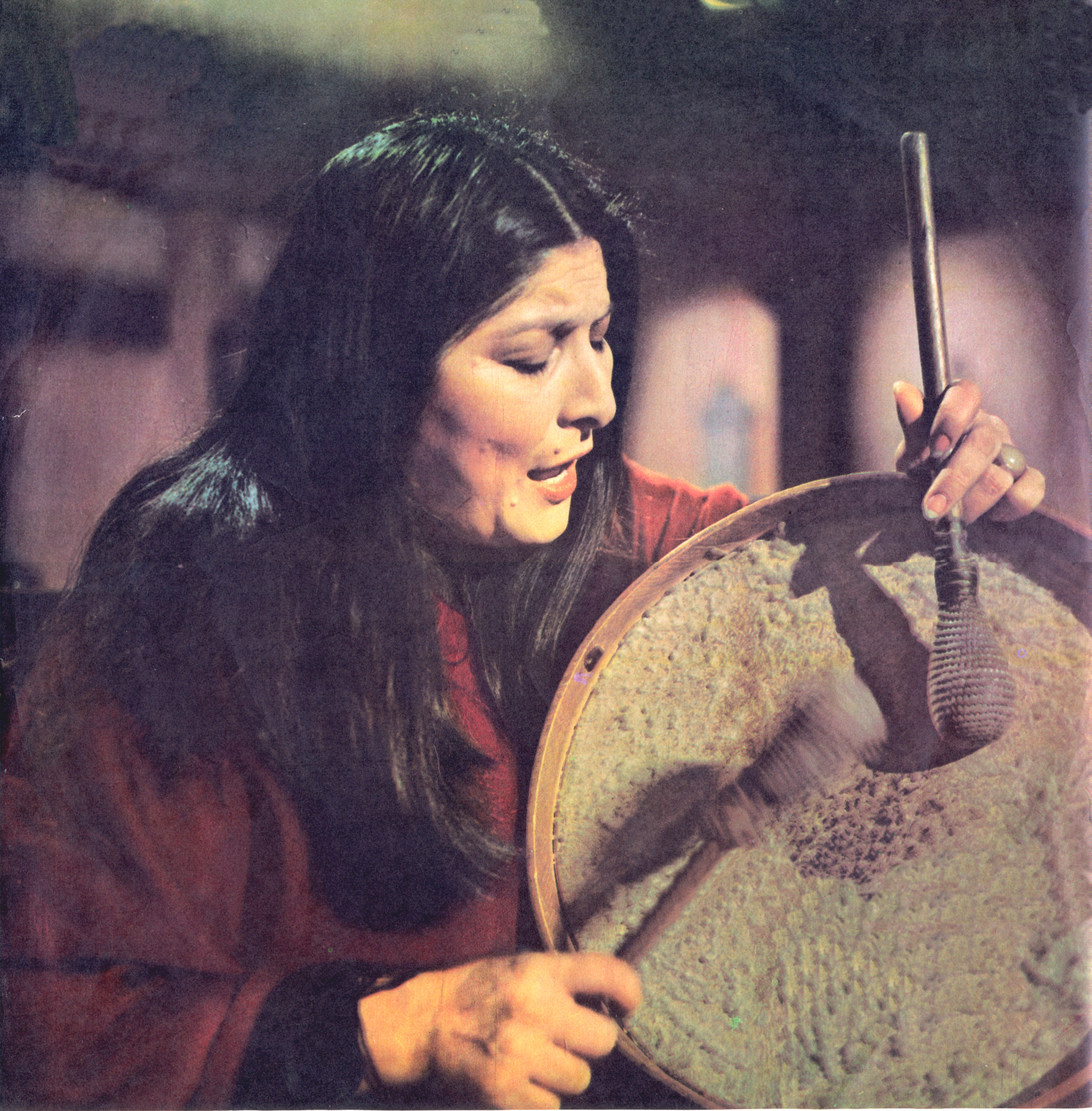
Mercedes Sosa

El Nuevo cancionero, también conocido como Movimiento del Nuevo cancionero, fue un movimiento musical-literario de la Argentina, con proyección latinoamericana, lanzado en Mendoza en 1963, que caracterizó a la música popular argentina durante las décadas de 1960 y 1970. Estaba integrado por Mercedes Sosa, Armando Tejada Gómez, Manuel Oscar Matus, Eduardo Aragón, Tito Francia, Juan Carlos Sedero y Hamlet Lima Quintana, entre otros artistas. 
Su objetivo fue impulsar el desarrollo de un cancionero nacional en renovación permanente, sin fronteras entre géneros, que fuera capaz de superar la oposición tango-folklore argentino y evitar las manifestaciones puramente comerciales. El Nuevo cancionero se insertó en el marco del "boom del folklore argentino" que se produjo en la década de 1960, y abrió camino a una visión de la música popular argentina más abierta y orientada a la innovación y el compromiso social y político.

## Contexto cultural
El Movimiento del Nuevo cancionero se produjo en un contexto cultural signado por el llamado "boom del folklore" en la Argentina, proceso derivado de la gran migración interna que venía sucediendo desde mediados de la década de 1930. Si bien este es un factor importante a tener en cuenta, no es el único para destacar como aspecto influyente en este contexto. Al mismo tiempo que se daba el "boom del folclore", respecto a otras músicas no sucedía lo mismo. Por ejemplo el tango entraba en lo que se conocería como su primera gran crisis, dejando atrás los albores de la "época dorada". Al mismo tiempo, en la Argentina se comienza a percibir en la sociedad el atractivo y el interés por la llegada del "rock" y el "pop" los cuales, permiten a la música nacional, pujar en contraposición por la identificación social nacional. 
En este sentido, la revalorización que el movimiento del Nuevo cancionero realiza sobre la tradición es fundamental, ya que en vez de concebirla como algo estanco y esencialista, se la construye de forma dinámica y abierta, poniendo la palabra "pueblo" como centro de la cuestión, abriendo así la cancha, más allá del paradigma clásico y conservador del folclore que caracterizó la década del '50 en Argentina, y que tanto agradaba a las empresas discográficas, radiales, televisivas y a los medios gráficos.
Así entonces, al abrirse camino con claros ideales, el movimiento del Nuevo cancionero reflotó el debate sobre arte y política, poniendo sobre los escenarios figuras artísticas comprometidas con su quehacer social y político, sin escindirlo del rol musical.
La propuesta, sin embargo, generó también posiciones fuertemente opuestas, generalmente bajo el argumento de "eso no es folklore", esgrimido por sectores más conservadores.

## El manifiesto
El 11 de febrero de 1963, en el Círculo de Periodistas de Mendoza, Tito Francia, Juan Carlos Sedero, Manuel Oscar Matus, Armando Tejada Gómez, Pedro Horacio Tusoli, Mercedes Sosa y Víctor Nieto, todos artistas mendocinos o radicados en Mendoza, dieron a conocer el Manifiesto de fundación del Movimiento del Nuevo cancionero.
El manifiesto sostiene parte de la siguiente constatación programática:

La búsqueda de una música nacional de contenido popular, ha sido y es uno de los más caros objetivos del pueblo argentino.

Una vez instalado en el contexto de la música popular, el Manifiesto cuestiona la falsa oposición tango-folklore:

Entonces, se perpetró la división artificial y asfixiante entre el cancionero popular ciudadano y el cancionero popular nativo de raíz folklórica. Oscuros intereses han alimentado, hasta la hostilidad, esta división...

El Movimiento Nuevo cancionero sostiene la necesidad de un cancionero integrado común:

Hay país para todo el cancionero. Sólo falta integrar un cancionero para todo el país.

Luego de reconocer como "raíces del Nuevo cancionero" a Buenaventura Luna y Atahualpa Yupanqui, destaca el auge que estaba viviendo el folklore y busca definir su sentido:

Nosotros afirmamos que este resurgimiento de la música popular nativa, no es un hecho circunstancial, sino una toma de conciencia del pueblo argentino... Que no le escamoteen ni al artista ni a su pueblo, esta toma de conciencia, es lo que se propone el NUEVO CANCIONERO.

Finalmente, el Manifiesto responde a la pregunta "¿qué se propone el Nuevo Cancionero?":

...la integración de la música popular en la diversidad de las expresiones regionales del país...
La participación de la música típica popular y popular nativa en las demás artes populares...
Rechaza a todo regionalismo cerrado...
Se propone depurar de convencionalismos y tabúes tradicionalistas a ultranza, el patrimonio musical...
Desechará... toda producción burda y subalterna que, con finalidad mercantil, intente encarecer tanto la inteligencia como la moral de nuestro pueblo...
Buscará la comunicación, el diálogo y el intercambio con todos los artistas y movimientos similares del resto de América...

Concluyendo:

EL NUEVO CANCIONERO luchará por convertir la presente adhesión del pueblo argentino hacia su 
canto nacional, en un valor cultural inalienable. Afirma que el arte, como la vida, debe estar en permanente transformación y por eso, busca integrar el cancionero popular al desarrollo creador del pueblo todo para acompañarlo en su destino, expresando sus sueños, sus alegrías, sus luchas y sus esperanzas.

## Los integrantes originales
Los firmantes del Manifiesto fueron Tito Francia, Manuel Oscar Matus, Armando Tejada Gómez, Mercedes Sosa, Víctor Gabriel Nieto, Martín Ochoa, David Caballero, Horacio Tusoli, Perla Barta, Chango Leal,  Graciela Lucero, Clide Villegas, Emilio Crosetti y Eduardo Aragón.
Al lanzamiento del movimiento también adhirieron muchos otros artistas mendocinos, como el escritor Antonio Di Benedetto y el pintor Carlos Alonso. Más adelante el movimiento adquiriría carácter nacional y latinoamericano.

## Canciones con fundamento
Poco antes de difundir el manifiesto, Mercedes Sosa había lanzado su primer álbum, "La voz de la zafra" (1962); y en 1965 lanzó el segundo, "Canciones con fundamento". Ambos álbumes pasaron desapercibidos, no obstante "la Negra" alcanzaría la consagración ese mismo año de 1965, cuando Jorge Cafrune tuvo el gesto de pedirle que suba al escenario y cantara en el Festival de Cosquín. 
Sin embargo, en esos dos álbumes originales ya estaba presente la esencia del Nuevo cancionero, que Mercedes Sosa mantendría en adelante. En 1969, con la grabación y la difusión mundial de "Canción con todos", de Tejada Gómez e Isella, hasta convertirse en una especie de himno no oficial de América Latina, el movimiento alcanzaría uno de sus momentos culminantes.
Entre algunas de las canciones históricas del Nuevo cancionero aparecen "El viejo Matías" (V. Heredia), "Fuego en Anymaná" (Tejada Gómez-Cesar Isella), "Sólo le pido a Dios" (L. Gieco), "Canción de cuna para despertar a un gobernante" (M. E. Walsh), "María va" (A. Tarragó Ros), "Zamba para no morir" (H. Lima Quintana-N. Ambros-A. Rosales), "Zamba azul" (Tejada Gómez-Tito Francia), "Balderrama" (Leguizamón-Castilla), "Todavía cantamos" (V. Heredia), "Pastor de nubes" (Castilla-Portal).

## Adhesiones
El Movimiento del Nuevo cancionero se difundiría fuertemente por todo el país durante las siguientes dos décadas. En 1964, Tejada Gómez, Matus y Mercedes Sosa se instalaron en Buenos Aires, y -especialmente el primero- promovieron apasionadamente sus lineamientos. Ese año presentaron su espectáculo en un recital histórico en el Teatro IFT.
Pocos saben que un mes antes de esas presentaciones del IFT, el 22 de mayo de 1964, en el Centro Cultural Israelita I.L. Peretz de Lanús, hubo un preestreno. Allí se presentaron Mercedes Sosa, Armando Tejada Gómez y Oscar Matus. Fue un concierto íntimo, entre activistas del Peretz y allegados
En los años siguientes y hasta el golpe de Estado de 1976, muchos artistas argentinos confluyeron en el mismo renovando la canción argentina, como Hamlet Lima Quintana, César Isella, Chany Suárez, Víctor Heredia, Julio Lacarra, León Gieco, el Cuarteto Zupay, Chango Farías Gómez, Marián Farías Gómez, Los Trovadores, el Grupo Vocal Argentino, el Quinteto Tiempo, Ramón Ayala, Las Voces Blancas, Dino Saluzzi, Jorge Marziali, Horacio Guarany, Opus Cuatro, Antonio Tarragó Ros, Enrique Llopis, Cuchi Leguizamón, Manuel J. Castilla, el Dúo Salteño, o los Hermanos Núñez, etc.
César Isella cuenta ese momento del siguiente modo:

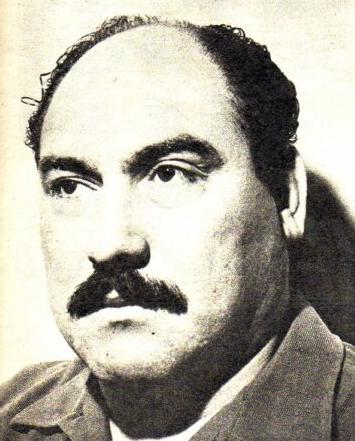
Armando Tejada Gómez

En 1963, con Los Fronterizos, habíamos ido a Mendoza y habíamos conocido en un mismo día a Atahualpa Yupanqui y a Armando Tejada Gómez, Oscar Matus, el pintor Carlos Alonso, Tito Francia, y a una flaquita tucumana, la mujer de Matus, Mercedes Sosa. Me sorprendió mucho el repertorio que ellos cantaban, era diferente a lo que conocía, tanto melódica como poéticamente. Le agregaban contenido a una música que hasta entonces era sólo descriptiva. Ese sonido nuevo me maravilló, y me agarré un metejón con ellos.
Cesar Isella.

## Proyección latinoamericana
El Movimiento del Nuevo cancionero argentino se conectó con, e inspiró a movimientos similares en otros países de América Latina:
- Bolivia: Los Kjarkas
- Chile: Movimiento de la Nueva Canción Chilena, Violeta Parra, Quilapayún, Víctor Jara, Inti Illimani
- Cuba: los músicos de la Nueva Trova, como Silvio Rodríguez y Pablo Milanés
- Estados Unidos: Willie Colón
- Guatemala: Kin-Lalat
- Haití: Martha Jean-Claude
- Nicaragua: Carlos Mejía Godoy
- Panamá: Rubén Blades
- Paraguay: Maneco Galeano, Ricardo Flecha, Alberto Rodas
- Perú: Nicomedes Santa Cruz
- Uruguay: Los Olimareños, Zitarrosa, El Sabalero, Daniel Viglietti
- Venezuela: Alí Primera, Los Guaraguao
- México: Oscar Chávez, Amparo Ochoa

## Vigencia y continuidad del Nuevo cancionero
En 1982, un grupo de artistas entre los que estaban León Gieco, Víctor Heredia, el Quinteto Tiempo, Carlos Terribilli y Las Voces Blancas, entre otros, presentaron al Foro Internacional de la Nueva canción, celebrado en México, una ponencia titulada "Canto, pasión y lucha del Nuevo cancionero argentino".
La ponencia parte de destacar la importancia global de la "canción popular" como "fenómeno cultural de nuevo tipo", y llama a luchar para que la Nueva canción desarrolle la actitud crítica del público antes de ser "instrumento de opresión, mediatización y desarraigo de la personalidad social y nacional".
En 1998, el Instituto Provincial de la Cultura de Mendoza, organizó un concierto homenaje al Nuevo cancionero, en el Teatro Gran Rex de Buenos Aires.
En 2002, se realizó un relanzamiento del manifiesto del Nuevo cancionero, en ocasión de un homenaje a Armando Tejada Gómez, en el Teatro Avenida de Buenos Aires. En esa oportunidad Victor Heredia, inscribió en el manifiesto original, la adhesión de artistas y personalidades de toda América Latina.
El 26 de septiembre de 2007 se realizó un concierto tributo al Nuevo cancionero, en el mismo teatro IFT en el que realizó su primera presentación en la Ciudad de Buenos Aires.